# Peter Lanzani
Peter Lanzani (født 24. august 1990 i Buenos Aires, Argentina som Juan Pedro Lanzani Vargas) er en argentinsk skuespiller og sanger. Han har været med i mange film og er derfor meget kendt i Argentina.
Han har bl.a. også været kærester med den kendte sanger og skuespillerinde Martina Stoessel i ca. 2 år.